# 유키 고조
유키 고조(일본어: 結城 耕造, 1979년 1월 23일 ~ )는 일본의 전 축구 선수이다.

## 구단 경력
과거 제프 유나이티드 지바, 산프레체 히로시마에서 활동하였다.